# هرایجان
هرایجان، روستایی از توابع بخش همایجان شهرستان سپیدان در استان فارس ایران است.

## مردم
مردم این روستا لرتبار می باشند از ایل دشمن زیاری.

## جمعیت
این روستا در دهستان همایجان قرار دارد و براساس سرشماری مرکز آمار ایران در سال ۱۳۸۵، جمعیت آن ۱٬۲۵۰ نفر (۲۹۲خانوار) بوده‌است.